# Аксу (річка, Туреччина)
Аксу́ (тур. Aksu), в давнину Кестрос (грец. Κεστρoς) — річка на південному заході Туреччини, в провінції Анталія. Бере початок в Таврських горах. Аксу протікає між річкою Дюден (тур. Düden Çayı) на заході та річкою Кепрючай (тур. Köprüçay) на сході. Назва Аксу означає в перекладі з турецької «біла вода» (ak — білий, su — вода).

## Античні часи
Помпоній Мела говорить про річку як про судноплавну аж до міста Перга, розташованому в 60 стадіях від гирла, за словами Страбона.

## Сучасність
Ширина Аксу — 100 м в гирлі річки, глибина — 3 м в межах смуги наносів в гирлі, при цьому річка настільки мілководна в дельті, що несудноплавна для човнів з осадкою більше 30 см. Морський прибій, зустрічаючись із плином річки, дає сильну хвилю.
У верхів'ях річки розташоване озеро Ковад, а нижче його — водосховище Караджаорен (Karacaö ren Dam).